# Kwon Ki-ok
Kwon Ki-ok, o Quan Jiyu in cinese, (11 gennaio 1901 – 19 aprile 1988), è stata un'aviatrice coreana naturalizzata cinese che è stata la prima aviatrice coreana, nonché una delle prime donne pilota in Cina.
Andò in esilio in Cina durante l'occupazione giapponese della Corea, e divenne tenente colonnello nell'Aeronautica della Repubblica di Cina. Tornò in patria dopo l'indipendenza della Corea e divenne fondatrice dell'Aeronautica militare della Repubblica di Corea. 

## Biografia
Kwon nacque nel villaggio Sangsugu di Pyongyang da Gwon Don-gak e Jang Mun-myeong, seconda di due figli. Frequentò la scuola Sunghyeon di Pyongyang,  dalla quale si laureò nel 1918; è stata ispirata a imparare a volare dopo aver visto una dimostrazione di acrobazie aeree del 1917 da parte del pilota americano di acrobazie Art Smith.
L'anno seguente partecipò al movimento del 1º marzo, per il quale trascorse tre settimane in prigione; dopo il suo rilascio, assistette ad attività di raccolta fondi per la Korean Patriotic Women's Association, a seguito della quale è stata arrestata e imprigionata per sei mesi. Dopo la sua liberazione, andò in esilio in Cina. In Cina, si iscrisse alla Hongdao Women's School di Hangzhou, gestita dalla missionaria americana Ellen Peterson, per imparare il cinese e l'inglese. Ha completato un corso di studi di quattro anni in soli due anni.
Nel 1923, su raccomandazione del governo provvisorio della Repubblica di Corea a Shanghai, entrò nella scuola aeronautica della Repubblica di Cina nello Yunnan, diplomandosi nel 1925. Era l'unica donna nella prima classe di laurea. Dopo il diploma, fu di stanza a Pechino, e poi si trasferì a Nanchino nel 1927. Nel 1940, aveva raggiunto il grado di tenente colonnello.
Nel 1945, con la fine della seconda guerra mondiale e il ripristino dell'indipendenza coreana, Kwon tornò in Corea, dove fu determinante nella fondazione dell'aeronautica militare della Repubblica di Corea. Durante la guerra di Corea, è stata membro del Ministero della difesa nazionale della Corea del Sud. Dopo la guerra, si ritirò a vita privata, servendo come vicepresidente dell'Associazione culturale Corea-Cina dal 1966 al 1975. Ha ricevuto vari riconoscimenti per il suo servizio nel Paese, tra cui un encomio presidenziale nel 1968 e l'Ordine al merito della Fondazione Nazionale nel 1977. Morì il 19 aprile 1988 e fu sepolta nel Cimitero Nazionale di Dongjak-gu, a Seul.

## Eredità
Nell'agosto 2003, Kwon è stata selezionata come "attivista dell'indipendenza del mese" dal Ministero degli affari dei patrioti e dei veterani. Al momento dell'uscita del film sudcoreano del 2005 Blue Swallow, si riteneva che Park Kyung-won fosse la prima aviatrice della Corea; man mano che la consapevolezza che Kwon l'aveva preceduta è diventata più diffusa, il distributore è stato costretto a cambiare la propria campagna di marketing.